# Leonard Antoon Hubert Peters
Leonard Antoon Hubert Peters (ur. 8 lipca 1900, zm. 5 kwietnia 1984) – polityk Antyli Holenderskich; pierwszy gubernator tego terytorium od 1 lipca 1948 do 31 marca 1951.